# Riềng dài lông mép
Riềng dài lông mép hay riềng bẹ (danh pháp hai phần: Alpinia blepharocalyx) là cây thân thảo thuộc họ Gừng.
Cây có mặt ở Ấn Độ, Trung Quốc, Thái Lan, miền Bắc Việt Nam.